# L'Adieu aux as
L'Adieu aux as est une mini-série en coproduction française-allemande-suisse-belge-marocaine, en 6 épisodes de 55 minutes, créée par Jean-Louis Lignerat et diffusée du 2 mars au 6 avril 1982 sur TF1.

## Synopsis
Suite des Faucheurs de marguerites (1974), du Temps des as (1978) et de La Conquête du ciel (1980), cette mini-série raconte l'histoire de l'aviation de 1929 à 1939 et la lutte sans merci que se livrent les nouvelles compagnies aériennes sur tous les continents.

## Distribution
(dans l'ordre des crédits)
- Bruno Pradal : Édouard Dabert
- Gernot Endemann : Hans Meister
- Clément Michu : Jules Joly
- Reinhild Schneider : Renate Meister
- Rolf Becker : Bogen
- Cyril Schitter : Hans junior
- Georges Staquet : Thibaud
- Eric Vasberg : Kurt Volkart
- Jean Lepage : Le professeur Valier
- Elisabeth Rambert : Mlle Suzanne
- Frank Stuart : Ludwig (comme Franck Stuart)
- Roland De Backer : Moritz
- Louis-Michel Colla : Rieder
- Jean Cherlian : Le gardien du laboratoire
- Philippe Roussel : Le radio
- Daniel Darnault : Le journaliste
- André Badin : Le reporter
- Gérard Jugnot : Gaston Poirier
- Catherine Lafond : Odette Poirier
- Eric Magnan : Lucien Poirier
- Jenny Astruc : Rosette
- Serge Vincent : L'instituteur
- Marcel Gassouk : Antoine
- Claude Ouzilou : Le docteur Achard
- Stéphane Gildas : André
- Robert Boulvrais : Le consommateur chez Rosette
- Marie-Jeanne Gardien : La libraire
- Christiane Delorme : La préposée PTT
- Léa Boulvrais : La concierge des Meister
- Francine Cornu : Mme Cavana
- Jacques Pisias : Roger
- Nicole Desailly : La mère d'Odette
- Roger Trapp : Le voisin de l'épicerie
- Jean-Louis Rolland : Le sportif
- Jean-Pierre Rivet : Un journaliste
- Jean-Pierre Garcia : Un journaliste
- François Castang : Will
- Daniel Colas : Doug
- David Gabison : Père Prefet
- Steve Gadler : Henri
- Jean Gérard : Christophe
- Jess Hahn : McGregor
- Michel Hardy : Stewart
- Christine Laurent : Joséphine Leroux
- Bernard Lavalette : L'amiral
- Jack Lenoir : Villebois
- Pierre Londiche : Dr Tardieu
- Than Long : Pianiste
- Jacques Mauclair : Père Marec
- Rudolph Monori : Chick
- Emmanuel Pinda : Taxi
- Vincent Ropion : Ed Jr
- Jean-Paul Tribout : Roland Pitou
- Jean Rupert : Dubois
- Pierre Saintons : Balayeur
- Gilbert Servien : Nichols

## Fiche technique
- Date de sortie : 2 mars 1982
- Réalisateur : Jean-Pierre Decourt
- Scénario et dialogues : Pierre Pelegri
- Créateur : Jean-Louis Lignerat
- Musique originale : Vladimir Cosma
- Société de production : Bavaria Film, TF1, Technisonor

## Épisodes
Épisode 1Le premier prototype d’avion sans hélice
1929. De retour du Brésil, Édouard Dabert informe Thibaud de la concurrence franco-allemande en Amérique du Sud. C’est Hans Meister, à Munich, qui entraîne les pilotes de la Condor. Thibaud propose le même poste à Édouard pour le compte de la Postale. Il accepte. En Allemagne, on commence aussi à s’intéresser à l’aviation sans hélice. L’ingénieur Valier travaille sur les fusées. Avec son concours, le constructeur automobile von Bogen espère équiper son RAK I d’un réacteur. 
La voiture fusée gagne la course contre l'avion de Hans. L'ingénieur Bogen lui propose d'appliquer l'idée sur un planeur. Hans et Dabert forment des pilotes en Allemagne et en France. Joly et Dabert visitent une installation de moteur fusée. Hans refuse de piloter le planeur. Bogen échoue dans son décollage. Hans accepte finalement et s'écrase après avoir décollé.
Épisode 2
Gaston Poirier est épicier en 1934 lorsqu'il est entraîné par la vague de l'Aviation Populaire après avoir lu l'ouvrage d'Henri Mignet (le rôle est interprété par Jean Salis) "le sport de l'air". Il entreprend la construction d'un avion afin de prouver à son fils qu'il est plus qu'un banal épicier. Le fils de Poirier est ami avec le fils de Renate depuis que Hans veut fuir le régime nazi.
Epicier, Gaston Poirier construit un avion Mignet de formule Pou du Ciel dans sa remise. Accompagné de son fils, il s'élance pour son premier vol avec pour simples instructions ses lectures. Il devient célèbre après avoir atterri dans un zoo.
Épisode 3
En 1934, au Brésil, la D.A.B. de Julien Dabert et la L.A.B., filiale de la Lufthansa, se disputent la ligne amazonienne. De Guiyaramerin, à la frontière bolivienne, jusqu’à Belem aux portes de l’Atlantique, c’est à celui qui transportera, au plus vite et au meilleur prix, courrier, passagers, café ou caoutchouc. Mais lorsqu’un terrible orage éclate, Joséphine, pilote de la D.A.B., se perd avec son Breguet sous une pluie diluvienne. La solidarité étant plus forte que la concurrence, c’est un avion de la L.A.B. qui atterrit en catastrophe sur le terrain de fortune où Joséphine a posé son appareil, afin de lui porter secours.
En Amérique du Sud, le Comte Reali, un italien évadé avec sa femme noire et son enfant, demande à voyager en avion. Le pilote allemand Fechter de la LAB est contraint de se poser près de l'avion de Joséphine Leroux. Le comte est arrêté par la police à son arrivée. L'histoire est racontée par Sental dans un journal parisien.
Épisode 4
Édouard Leroux, le fils de Jo, s'enfuit du pensionnat. Douglas O'Connor dit Doug pilote un Beech 18 à bord duquel se trouve Joséphine Leroux. Doug se montre très entreprenant ...
Peu avant le début de la guerre d'Espagne, Joséphine Leroux pilote un F.24 au Canada. Doug la retrouve puis elle part à la recherche d'un Antonov 25 russe tentant un vol à grande distance. Elle retrouve seule l'épave puis décide de s'engager dans la guerre d'Espagne aux côtés des Républicains.
Épisode 5
De nouvelles techniques aéronautiques voient le jour. Le professeur Zolke a construit un hélicoptère expérimental. Édouard Leroux, le fils de Jo, prend clandestinement la place de Grazzi dans une course entre Monte-Carlo et Belluno mais il doit sauter en parachute en pleine montagne et atterri sur un glacier inaccessible. Édouard Dabert décide de partir à sa recherche en MS.230.
Édouard Dabert part à la recherche d'Édouard Leroux disparu en montagne. Lui et Joly font appel à Roland Pitou pour le récupérer grâce à l'hélicoptère piloté par Petra Becker.
Épisode 6
1939 : Joséphine Leroux est chez la femme de Hans Meister avec Édouard Dabert. Hans désire publier un livre. Le pilote du Norseman, Jules, décide de partir le soir vers Lisbonne alors que Hans, plus prudent, n’accepte de partir que le matin. Au-dessus de l’Italie, ils subissent un problème moteur. Hans et Édouard partent sur un vieil Albatros à flotteur à la recherche du Norseman qui s'est abîmé en mer. Après avoir secouru les naufragés, Hans est tué en brassant l'hélice. La guerre se profile à l'horizon...